# Videncenter for radiografi
Videncenter for Radiografi – ViRa – blev oprettet 1. august 2008. ViRa har til formål at udvikle, indsamle og dele viden og kompetencer indenfor radiografi med alle interesserede samarbejdspartnere. ViRa er monofagligt og henvender sig til de sundhedsprofessioner, der arbejder med og udvikler radiograf på de billeddiagnostiske og samarbejdende afdelinger, samt relevante vidensmiljøer.

## Ekstern henvisning
```
www.ucn.dk/vira
```